# Dampflok-Museum Hermeskeil

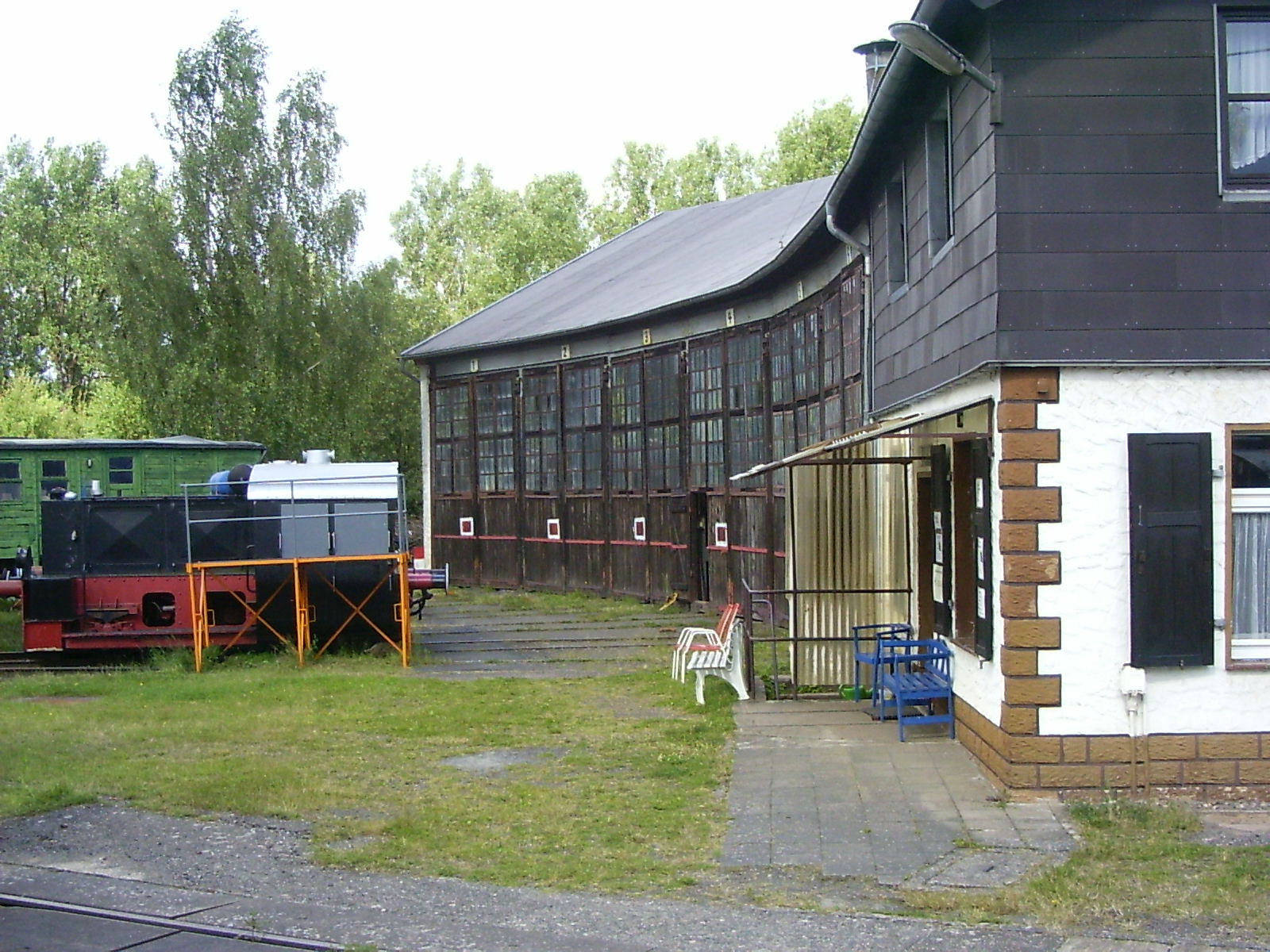
Dampflokmuseum Hermeskeil

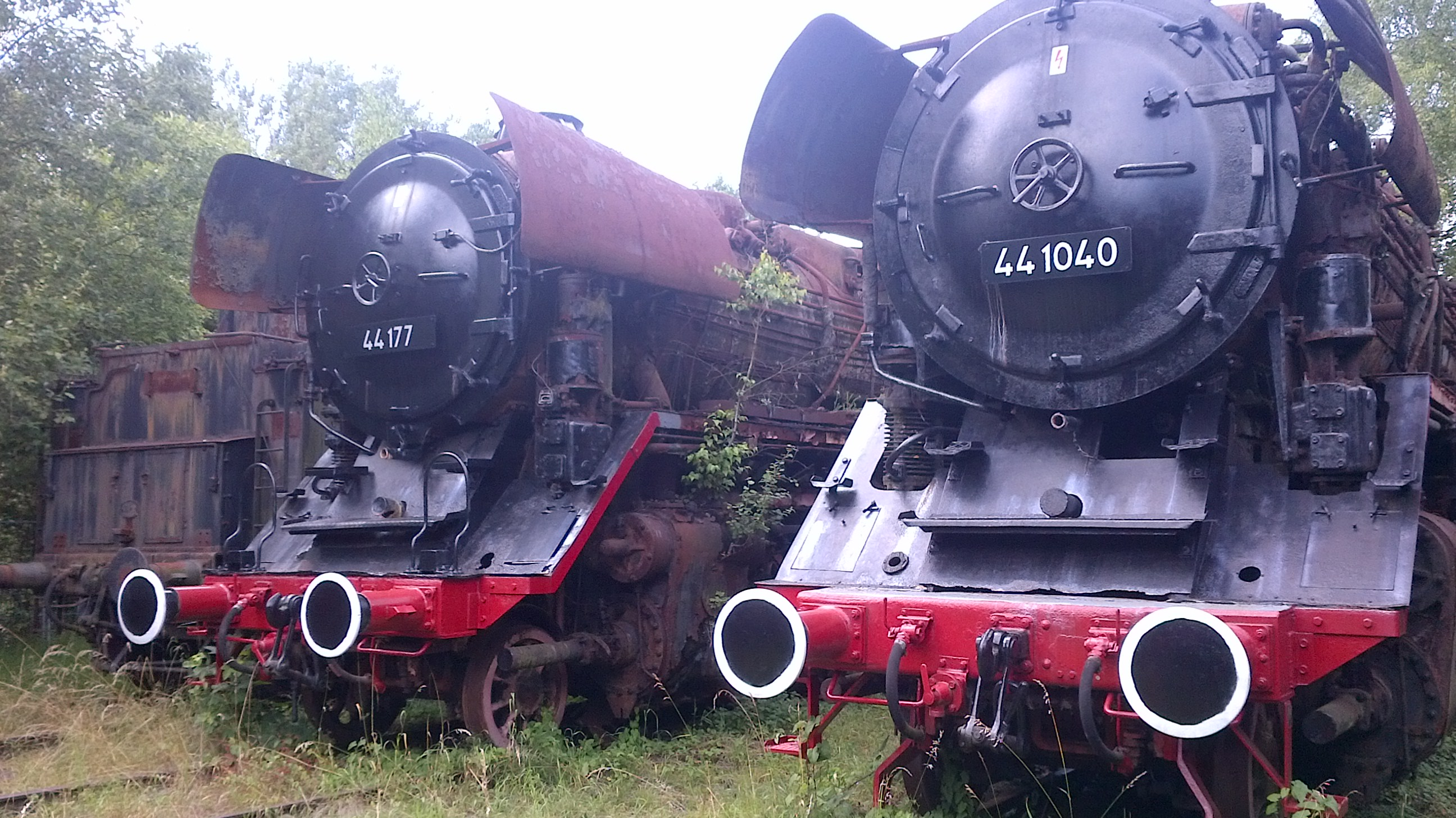
Dampflokomotiven im Dampflokmuseum Hermeskeil

Das Dampflok-Museum Hermeskeil ist ein privat betriebenes Museum in Hermeskeil und befindet sich im einstigen Bahnbetriebswerk Hermeskeil.

## Das Museum
In Dampflok-Museum Hermeskeil werden über 50 Originallokomotiven aus den Baujahren 1913 bis 1976 gesammelt, restauriert und zur Schau gestellt. Im Lokschuppen sind sechs Lokomotiven ausgestellt. Weitere Dampflokomotiven stehen im Freigelände des ehemaligen Bahnbetriebswerks. Neben den Lokomotiven verfügt das Museum über eine funktionstüchtige 16-m-Drehscheibe, Steifrahmentender, weitere Schlepptender, einen DEMAG-Kran, einen Mitropa-Speisewagen, Draisinen, unterschiedliche Güterwagen und weitere Wagen und Diesel- und Elekto-Lokomotiven. Die Sammlung gilt zusammen mit der Loksammlung Falkenberg als größte in Europa.
Gründer des Museums ist der Eisenbahn-Enthusiast Bernd Falz, der das Gelände 1986 von der Deutschen Bundesbahn erworben hat. Die erste erworbene Lokomotive war eine DR V300. Weitere Lokomotiven sammelte er ab 1976.

## Die Loksammlung Falkenberg

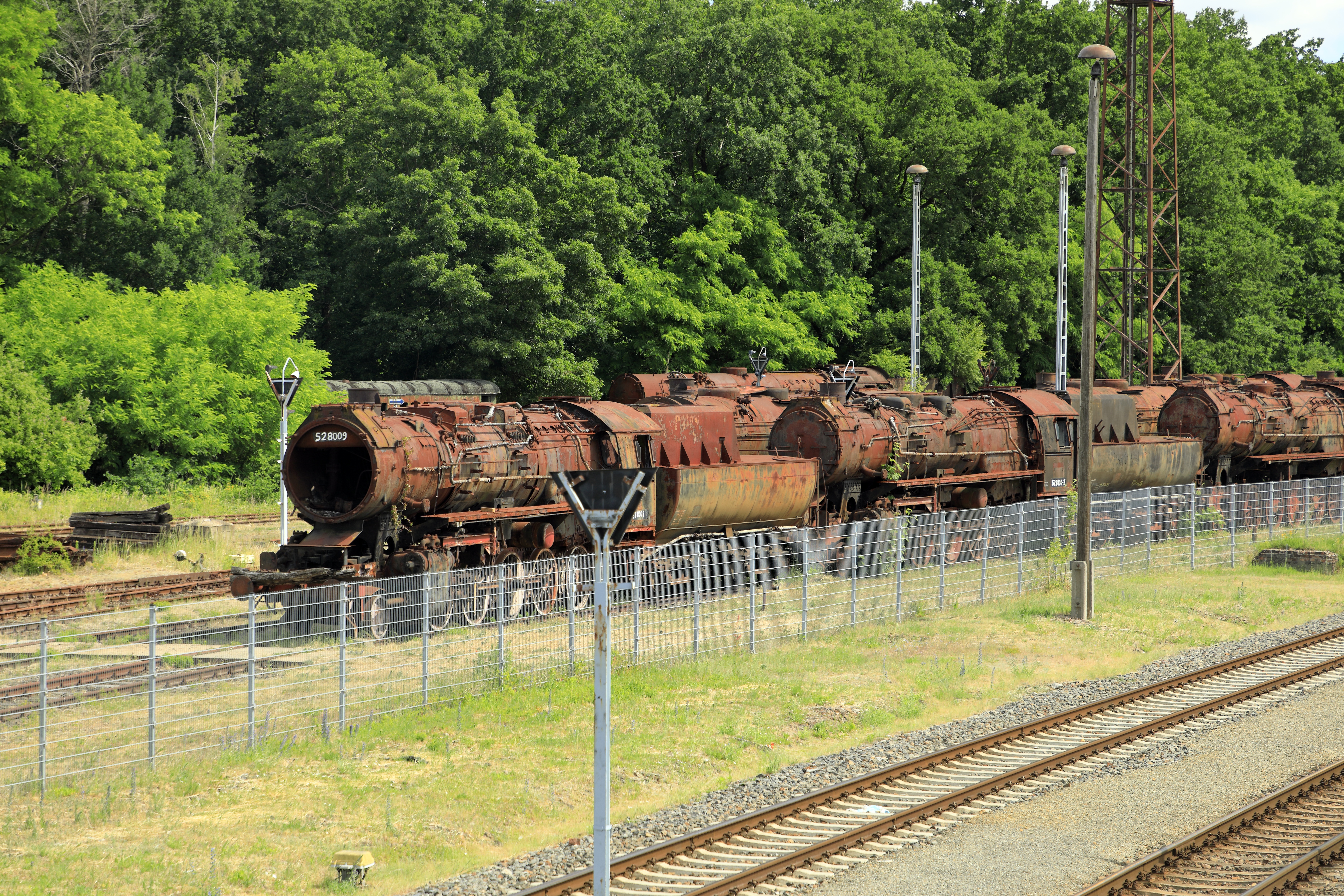
Lokomotiven der Loksammlung Falkenberg in Falkenberg/Elster

Die private Sammlung Loksammlung Falkenberg von Bernd Falz als Teil des Dampflok-Museums Hermeskeil umfasst weitere 100 Lokomotiven in Falkenberg/Elster im Landkreis Elbe-Elster in Brandenburg. Anfang der 1990er Jahre hatte Falz die Lokomotiven der Reichsbahn in der DDR erworben, die diese eigentlich verschrotten wollten. Zur Lagerung hat er auch das Bahnbetriebswerk oberer Güterbahnhof in Falkenberg erworben. Einige Lokomotiven sind restauriert, der Großteil der historischen Dampflokomotiven wartet noch auf die Aufarbeitung. Auch diese Lokomotivausstellung ist in den Sommermonaten zu besichtigen. Die Sammlung befindet sich seit 2001 im ehemaligen Betriebswerk des oberen Bahnhofsteils des Bahnhofs Falkenberg (Elster) an der Bahnstrecke Halle–Cottbus. Die meisten Ausstellungsstücke sind Dampflokomotiven, z. B. Kriegslokomotiven der DR-Baureihe 52; aber auch einige Diesellokomotiven der Baureihe 100 sowie Elektrolokomotiven der DR-Baureihe E 94 werden ausgestellt. Das älteste Ausstellungsstück stammt aus dem Jahr 1913 zur Zeit des Deutschen Kaiserreichs,
Die Loksammlung Falkenberg wird gelegentlich auch als Dampflokfriedhof Falkenberg bezeichnet.